# Monti dell'Angara Superiore
I monti dell'Angara Superiore (in russo Верхнеангарский хребет?, Verchneangarskij chrebet) sono una catena montuosa della Siberia Orientale meridionale, parte dell'altopiano Stanovoj. Si trovano principalmente nella parte settentrionale della Buriazia e nella punta nord-orientale dell'oblast' di Irkutsk (Russia).

## Geografia
La catena montuosa si estende da sud-ovest a nord-est per circa 200 km, l'altezza massima è di 2 641 m. Confina a nord con il bacino dell'Angara Superiore lungo il quale passa la ferrovia Bajkal-Amur. Dalla catena montuosa hanno origine gli affluenti di destra dell'Angara Superiore che scendono a sud e sud-ovest, all'estremità nord-orientale la Mama e nella parte sud-occidentale ha origine la Kičera (tributario del Bajkal).
Il crinale è composto da rocce cristalline con intrusioni granitiche. Il rilievo è di tipo alpino, caratterizzato dalla presenza di strette creste, con cime appuntite, avvallamenti e circhi glaciali. I pendii delle montagne sono ricoperti da boschi di larici, che in alta quota lasciano il posto alla tundra montana.